# Трећи аргумент
Трећи аргумент је награђивани и међународно објављивани графички роман настао по мотивима књижевности Милорада Павића. Сценарио је написао Зоран Стефановић, а стрип насликао Зоран Туцић.
Премијерно је објављен 1995. на српском, а објављиван је у Сједињеним Америчким Државама и у Западној Европи.
По речима Васе Павковића у питању је „Најбоља адаптација књижевности у историји српског стрипа.“

## О пројекту
По мишљењу критичара Трећи аргумент је енигматичан и мистички стрип, необичан чак и у светским оквирима. Настао је по причама српског кандидата за Нобелову награду, „првог писца 21. века“, Милорада Павића (1929–2009). Три приче чине целину која разматра „европско питање“ са историјског, антрополошког, психолошког, мистичког и политичког становишта — предрасуде, трауме и митове. Љубавна романса крије причу о материји, историјски догађаји крију провалију времена, а трећи аргумент је онај пресудан за судбину не само Европе, већ и човека и цивилизације...
Стрип је од 1995. постизао успехе код публике и критике у Југоисточној Европи (Југославија, Кипар) где је освојио све главне националне награде. Затим је представљан планетарној публици преко Сједињених Америчких Држава и магазина Хеви Метал (1998–2000, просечно око 100.000 продатих примерака), у Француској (2016)  · ), а ускоро поново и у Србији („Комико”, Нови Сад) и другим земљама.
Стрип су урадили ликовни уметник Зоран Туцић и сценариста Зоран Стефановић по мотивима књижевности Милорада Павића: причама „Веџвудов прибор за чај“, „Коњи светог Марка или Роман о Троји“ и „Трећи аргумент“, и песмама „Партија шаха са мексичким фигурама“ и „Роман о Троји“
Учествовали су и костимограф Јасмина Игњатовић (дамски костими у првој причи); сликар и скулптор Јасна Николић (фигурице–концепти) и уметнички фотограф Милинко Стефановић. Графички дизајнер новог издања је Раде Товладијац.
У постмодерном маниру, каснији Павићев роман Кутија за писање из 1999, заснован на причи „Веџвудов прибор за чај” директно уводи стрип Трећи аргумент у своју радњу.

## Критички одзив
- „Истински визуелно бриљантна графичка новела.“ — Арчи Гудвин, САД[5]
- „У правим сликарима Ђорђу Миловићу, Жељку Пахеку и Зорану Туцићу имамо савремене ствараоце од истински међународног значаја.“ — Пол Гравет, ВБ[6]
- „Аутори су на најпрецизнији начин погодили дух, есенцију оног ониричког, уплетеног па расплетеног стила, који је толике читаоце привукао Павићевој прози. (…) Цивилизација Византије је свеприсутна у Трећем аргументу, и то му служи на част.“ — Павле Зелић
- „Најбоља адаптација књижевности у историји српског стрипа.“ — Васа Павковић
- „Рађене по рецепту три боје — бела, црвена и плава, приче саме нуде тумачења свог спектра, која се за разлику од крилатице просвећене, рационалне европске мисли о 'слободи, једнакости и братству', своде на сталне балканске категорије будућности, садашњости и прошлости.“ — Јелена Тасић
- „Веџвудов прибор за чај је митолошко трагање за смислом, испричано богатим ликовним језиком и строгим приповедачким саспенсом. Симулација надилази стварност и у потпуности је сабија у декоративни симболизам. Овакво унутрашње исијавање видех једино још код Куросаве, у Додескадену и Сновима.“ — Слободан Шкеровић[7] · [8]
- „Долази до прекида програма, а бујица одушевљења почиње да куља из вас. Ове приче престају, а иза себе остављају безброј питања без одговора. Какав је то свет у којем живимо?“ — Александар Мићић
- „У питању је зрео, ваљан рад који представља два талентована аутора за које сама суштина стрип медија није тајна.“ — Илија Бакић
- „Детаљи мистерије овог занимљивог подухвата чекају на сваког од читалаца да их открива сам, једног по једног, попут неке игре на плочи за коју је потребно бацити коцку са одређеним бројем да би се до неког места дошло.“ — Марко Фанчовић
- „Хладноћа боја у складу је са етеричношћу ликова, који су више симболи, са ритмом прозног предлошка.“ — Александар Жикић
- „Све чини целину која разматра 'Балканско питање' и однос регије са Европом, што са историјског, антрополошког, психолошког, мистичког и политичког становишта, наравно кроз суптилно и деликатно уобличене метафоре, што кроз предрасуде, митове, трауме, конкретна искуства… — Слободан Ивков
- „Осећајни стрип 'Веџвудов прибор за чај' двојца Туцић и Стефановић привлачи бојама и техником извођења. Лако је утонути у ту дивну причу (…) Течно приповедање нас води кроз нове перипетије невероватне љубави, описујући наредне покушаје и мушки прихватане поразе — као и заиста изненадну поенту, која открива сасвим другу страну приче. Када би овакви стрипови барем могли да настану и у Пољској…“ — Артур Длугош, Пољска[9]